# Brett Claywell
Brett Quillen Claywell (* 11. April 1978 in Greensboro, North Carolina) ist ein US-amerikanischer Schauspieler.

## Leben
Nach seiner Schulzeit begann Claywell eine Ausbildung zum Schauspieler. Bekannt wurde er durch die Rolle des Tim Smith in der The-CW-Fernsehserie One Tree Hill und durch die Rolle des Kyle Lewis in der ABC-Seifenoper Liebe, Lüge, Leidenschaft.

## Filmografie (Auswahl)
- 2002–2003: Dawson’s Creek (Fernsehserie, 2 Episoden)
- 2003–2006, 2008: One Tree Hill (Fernsehserie, 33 Episoden)
- 2004: Stateside
- 2004: 20 Funerals
- 2007: The Final Season
- 2008: Babysitter Wanted
- 2009: Dollhouse (Fernsehserie, 3 Episoden)
- 2009–2010: Liebe, Lüge, Leidenschaft (One Life to Live, Fernsehserie, 98 Episoden)